# Dominik Drgoň
Dominik Drgoň (28. března 1899 Trakovice – 1987) byl slovenský a československý politik, poválečný poslanec Prozatímního Národního shromáždění za Demokratickou stranu.

## Biografie
Profesí byl advokátem. Působil jako funkcionář Demokratické strany.
V letech 1945–1946 byl poslancem a místopředsedou Prozatímního Národního shromáždění za Demokratickou stranu. Poslancem byl do roku 1946 do konce funkčního období (do parlamentních voleb v roce 1946).